# Altes Rathaus (Michelstadt)

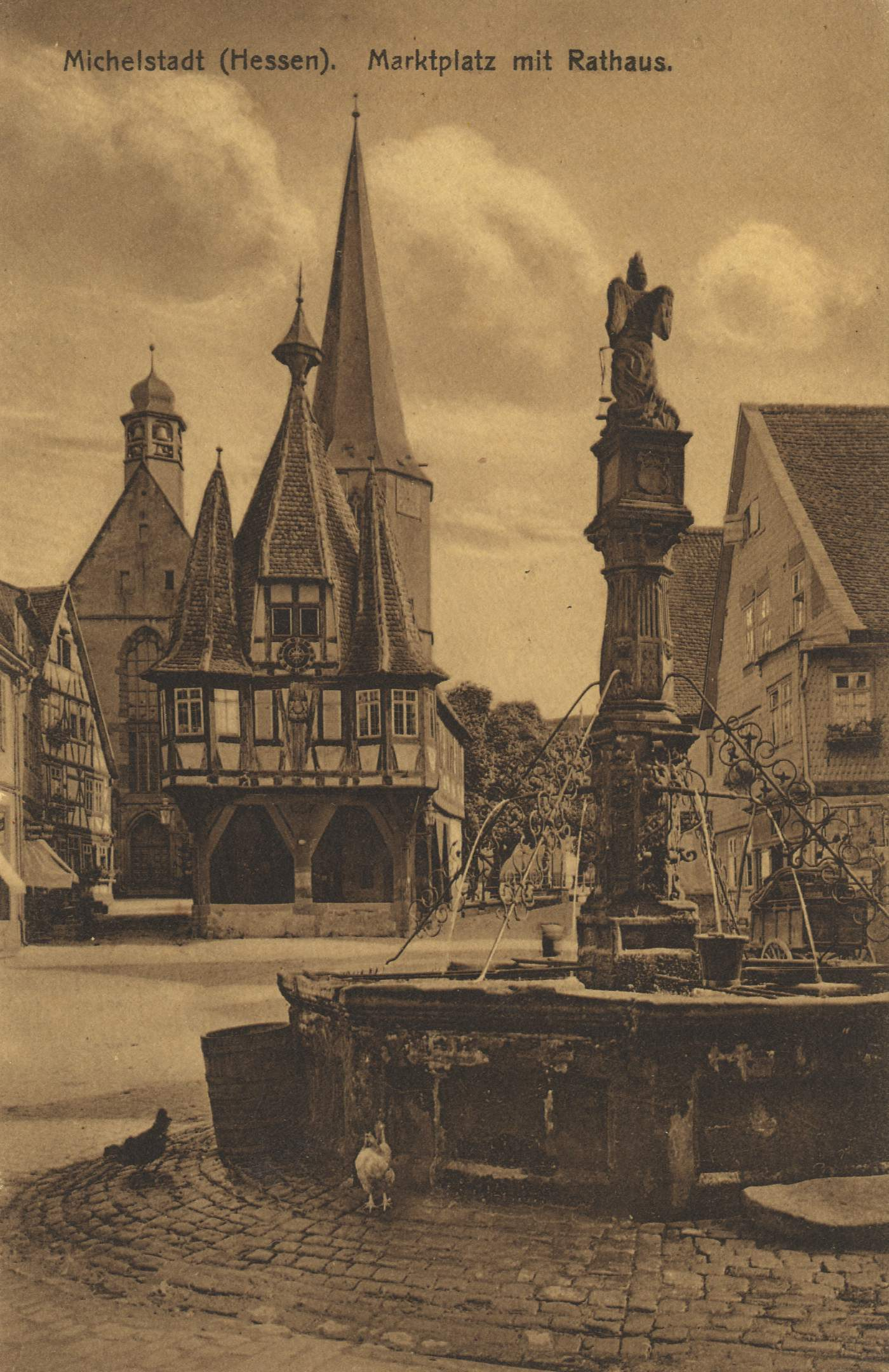
Fotografie um 1900

Das Alte Rathaus ist ein denkmalgeschütztes Bauwerk in Michelstadt.

## Architektur und Geschichte
Das Alte Rathaus von 1484 ist ein allseits freistehender spätmittelalterlicher Fachwerkbau. Die ursprünglich gänzlich offene Erdgeschosshalle mit mächtigen Eichenpfosten ist durch doppelte Kopfstreben mit dem Rähmkranz verbunden. An einem der nördlichen Pfosten befindet sich die originale Datierung 1484.
Das Fachwerkobergeschoss, auf der Westseite von hohen, spitzen Erkertürmchen flankiert, enthält einen großen Ratssaal mit einer polygonalen Mittelstütze. Die Raumaufteilung wurde unter anderem im Jahr 1903 verändert.
Zeittypisch sind die teilweise verblatteten Riegel, die viertelkreisförmigen Fußstreben und im Ostteil des Bauwerks die stockwerkshohen überkreuzten Streben. Das hohe steile Dach, das einen Giebelreiter und steile Kopfwalme aufweist, ist eines der frühesten Beispiele eines liegenden Stuhls, kombiniert mit einem stehenden Stuhl mit einer Firstpfette. Das Dach ist mit roten Biberschwanzziegeln gedeckt.
Das Bauwerk hat im Laufe der Zeit einige Umbauten erfahren; zum Beispiel:
- Im Jahr 1743 wurden die Fassaden verschindelt.
- Anbauten aus dem Jahr 1786 wurden bereits 1846 wieder entfernt.
- Im Jahr 1903 erfolgte die Freilegung des Fachwerks (mit einigen Ergänzungen), die Teiluntermauerung der Erdgeschosshalle und Umbauten im Inneren des Gebäudes.
- Die Uhr an der Westfassade stammt vom Untertor und wurde erst im Jahr 1892 am alten Rathaus installiert.

## Denkmalschutz
Das alte Michelstädter Rathaus von 1484 ist von unverwechselbarer Originalität und zählt zu den wichtigsten spätmittelalterlichen Fachwerkbauten Deutschlands. Als typisches Beispiel für die Architektur des Spätmittelalters ist das Bauwerk ein Kulturdenkmal aufgrund des Hessischen Denkmalschutzgesetzes.

## Rezeption

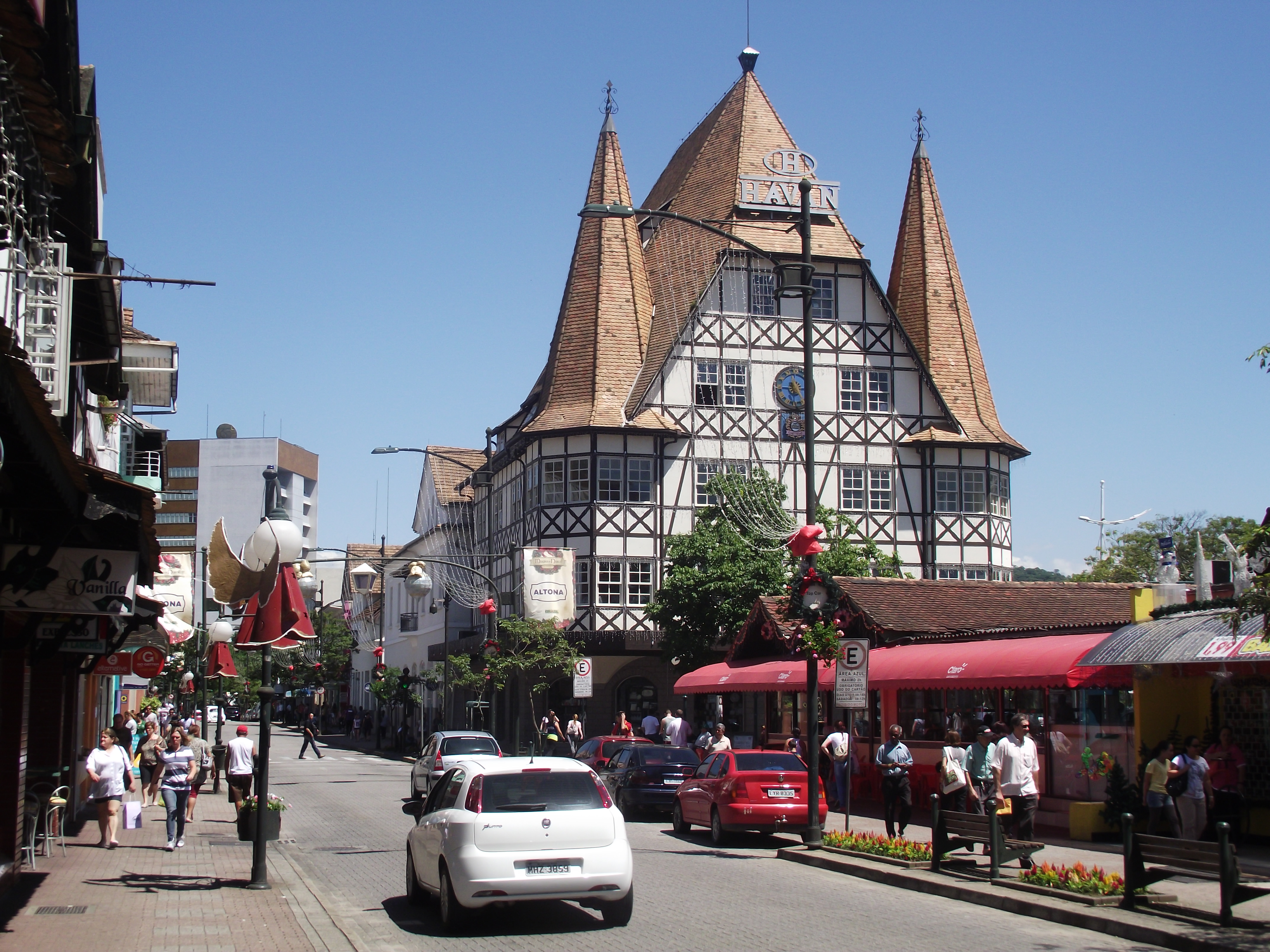
Casa Moellmann, eine moderne Replik des Rathauses in der brasilianischen Stadt Blumenau

Eine überdimensionierte moderne Replik des Rathauses ist die in den 1970er Jahren errichtete Casa Moellmann in der Stadt Blumenau im südbrasilianischen Bundesstaat Santa Catarina.
Eine Modell-Nachbildung des Rathauses ist von der Firma Kibri im Maßstab 1/160 (Spur N) erhältlich. Von Schreiber gibt es einen Kartonmodell-Bastelbogen im Maßstab 1/120 (Spur TT).
Anlässlich des 500-jährigen Jubiläums des Rathauses 1984 erschien eine Sonderbriefmarke.